# Parti démocrate-chrétien du Salvador
Le Parti démocrate-chrétien du Salvador (Partido Demócrata Cristiano de El Salvador) est un ancien parti politique salvadorien, membre de l'Organisation démocrate-chrétienne d'Amérique.
Fondé en 1960, d'orientation conservatrice, il dirigea le Salvador de 1984 à 1989.
À la suite des élections législatives de 2009, le parti a deux sièges à l'Assemblée législative. Il soutient cette même année le candidat de l'Arena à l'élection présidentielle.
En avril 2011, la Cour suprême ordonna la dissolution du parti, au motif qu'il avait obtenu moins de 3 % des suffrages lors de l'élection présidentielle de 2004. Le parti continue de travailler sous le nom de Parti de l'Espoir (Partido de la Esperanza). En septembre 2012, le Parti de l'espoir a demandé que son nom soit changé pour le Parti démocrate-chrétien, qui a été autorisé par le Tribunal électoral.